# Mamma Mia! (película)
Mamma Mia! es una película basada en el musical de teatro dirigida por Phyllida Lloyd y escrita por Benny Andersson y Björn Ulvaeus. El musical fue creado una década antes por Catherine Johnson. Tanto la película como el musical están basados en canciones del famoso grupo ABBA.
La película fue producida por Universal Studios y coproducida por Playtone, compañía creada por Tom Hanks y Littlestar.
Fue estrenada el 16 de Octubre de 2008 en Grecia y el 18 de julio en los Estados Unidos.
Meryl Streep es la actriz principal del musical, interpretando el papel de Donna Sheridan. Pierce Brosnan, Colin Firth y Stellan Skarsgård interpretan el papel de tres hombres que buscan saber quién de ellos es el padre de Sophie (la hija de Donna), papel interpretado por Amanda Seyfried.

## Argumento
Para ver el argumento completo véase, Mamma Mia!.
Sophie Sheridan (Amanda Seyfried) es una chica de veinte años residente en el hotel de su madre, situado en una pequeña isla griega, que está a punto de casarse con Sky (Dominic Cooper). Su madre, Donna (Meryl Streep), nunca le ha dicho quién es su padre.
Cuando Sophie encuentra el antiguo diario de su madre, descubre la dirección de tres hombres que podrían ser su padre y decide invitarlos a su boda sin que su madre se entere.
Todo se complica cuando Sam Carmichael (Pierce Brosnan), Harry Bright (Colin Firth) y Bill Anderson (Stellan Skarsgård) llegan a la isla y se encuentran con Sophie y Donna, la última apoyada por sus dos mejores amigas, Rosie (Julie Walters) y Tanya (Christine Baranski).
Todos juntos intentarán resolver el misterio de quién es el verdadero padre de Sophie y quién la llevará al altar.

## Producción
Aunque algunas escenas fueron grabadas en las islas de Skópelos y Skiathos en Grecia, la mayoría se filmaron en el escenario 007 de los estudios cinematográficos Pinewood Studios (donde estaban ubicadas las oficinas de producción del filme), debido a que allí se podía controlar la luz y la temperatura.
El primer avance de Mamma Mia! fue estrenado durante la semana del 10 de diciembre, en 2007 durante el programa "Entertainment Tonight" y para el mes de enero el avance fue lanzado a internet.
La versión original en alta definición del avance de la película está publicada en la página oficial del filme.

### Publicidad
Universal Estudios y Playtone lanzaron una campaña publicitaria que constó de la publicación de nueve pósteres, ocho de ellos estadounidenses y uno francés. La compañía también lanzó cinco avances, dos de ellos en formato corto y tres para los cines.
La publicidad de Mamma Mia! logró juntar públicamente a los cuatro miembros del grupo musical ABBA, después de más de 20 años de no ser fotografiados juntos.

### Clasificación
La película ha sido clasificada como: PG-13 en Estados Unidos; B en México, a causa de algunos comentarios sexuales; y, en Irlanda, PG, por lenguaje adulto.

## Estreno
Mamma Mia! se estrenó en La rapita el 30 de junio de 2008, sólo dos días antes de su estreno alternativo, el 2 de julio, en Grecia.
Durante el estreno en Suecia los miembros femeninos del grupo ABBA, Anni-Frid Lyngstad y Agnetha Fältskog acompañaron a Björn Ulvaeus y Benny Andersson.
Fue la primera vez que los cuatro miembros del grupo son fotografiados juntos desde de 1986.
Las fechas de estreno de varios países fueron las siguientes:
| Fecha                    | País                                    |
| ------------------------ | --------------------------------------- |
| 30 de junio de 2008      | Reino Unido                             |
| 3 de julio de 2008       | Grecia                                  |
| 9 de julio de 2008       | Islandia                                |
| 10 de julio de 2008      | Australia, Filipinas, Bélgica y Noruega |
| 11 de julio de 2008      | Suecia                                  |
| 16 de julio de 2008      | Estados Unidos                          |
| 17 de julio de 2008      | Alemania y Hungría                      |
| 18 de julio de 2008      | Austria, Canadá, Estonia y Finlandia    |
| 23 de julio de 2008      | Colombia y Marruecos                    |
| 30 de julio de 2008      | Egipto                                  |
| 31 de julio de 2008      | Israel                                  |
| 8 de agosto de 2008      | España                                  |
| 14 de agosto de 2008     | República Checa                         |
| 15 de agosto de 2008     | Brasil                                  |
| 30 de agosto de 2008     | Argentina                               |
| 23 de agosto de 2008     | Taiwán                                  |
| 12 de septiembre de 2008 | México y Polonia                        |
| 10 de septiembre de 2008 | Francia y Bélgica                       |
| 11 de septiembre de 2008 | Hong Kong                               |
| 18 de septiembre de 2008 | Singapur y Malasia                      |
| 25 de septiembre de 2008 | Rusia                                   |
| 3 de octubre de 2008     | India e Italia                          |
| 9 de octubre de 2008     | Chile                                   |
| 13 de octubre de 2008    | Perú                                    |
| 24 de octubre de 2008    | Venezuela                               |
| 21 de marzo de 2009      | Japón                                   |

## Reparto principal

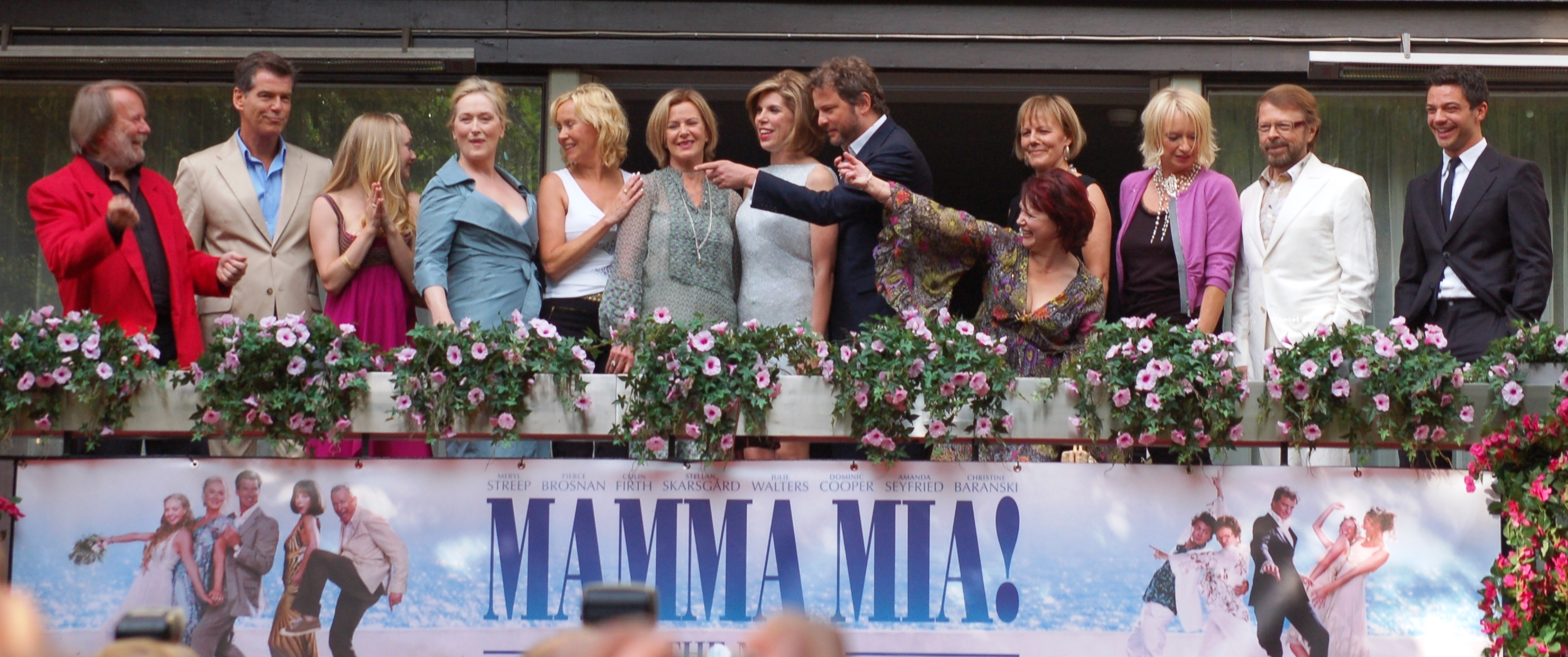
El elenco de Mamma mia! junto con los exintegrantes de ABBA.

- Meryl Streep como Donna Sheridan, dueña del hotel Villa Donna, madre de Sophie, mejor amiga de Tanya y Rosie. Estuvo involucrada con Sam, Harry y Bill.
- Amanda Seyfried como Sophie Sheridan, hija de Donna, comprometida con Sky.
- Pierce Brosnan como Sam Carmichael, arquitecto neoyorquino, primer posible padre de Sophie.
- Colin Firth como Harry Bright, banquero británico, segundo posible padre de Sophie.
- Stellan Skarsgård como Bill Anderson, escritor y navegante sueco, tercer posible padre de Sophie.
- Julie Walters como Rosie Mulligan, solterona, escritora de recetas y mejor amiga de Donna.
- Christine Baranski como Tanya Chesham-Leigh, una mujer adinerada, tres veces divorciada y mejor amiga de Donna.
- Dominic Cooper como Sky, joven griego y prometido de Sophie.
- Ashley Lilley como Ali, amiga de Sophie.
- Rachel McDowall como Lisa, amiga de Sophie.
- Phillip Michael como Pepper, habitante de la isla.

## Doblaje
| Actor              | Personaje           | Doblaje hispanoaméricano | Doblaje España      |
| ------------------ | ------------------- | ------------------------ | ------------------- |
| Meryl Streep       | Donna Sheridan      | Magdalena Leonel         | Rosa Guiñon         |
| Amanda Seyfried    | Sophie Sheridan     | Mireya Mendoza           | Isabel Valls        |
| Julie Walters      | Rosie Mulligan      | Ángela Villanueva        | Julia Gallego       |
| Christine Baranski | Tanya Chesham-Leigh | Belinda Martínez         | Toni Avilés         |
| Pierce Brosnan     | Sam Carmichael      | Salvador Delgado         | Abel Folk           |
| Colin Firth        | Harry Bright        | Alejandro Mayén          | Xavier Fernández    |
| Stellan Skarsgård  | Bill Anderson       | Gabriel Pingarrón        | Juan Carlos Gustems |
| Ashley Lilley      | Ali                 | Romina Marroquín Payró   | Cristina Mauri      |
| Rachel McDowall    | Lisa                | Cynthia                  | Nuria Trifol        |
| Dominic Cooper     | Sky                 | David Bueno              | Manuel Gimeno       |
| Phillip Michael    | Pepper              | Ortos Soyuz              | Jonatán López       |

## Recepción

### Crítica
Mamma Mia! recibió críticas positivas. 
La actuación de Meryl Streep ha sido aclamada por los críticos, de los cuales varios notaron que Streep puede cantar y hacer una comedia a lo grande.
Otros críticos como Pole , comentaron que la película es "graciosa, hermosa e inteligente, todos los actores son geniales con sus documentos, pero especialmente cantando", dándole 4 estrellas de cinco.
Otros críticos como Ray Benett del Hollywood Reporter escribieron que Mamma Mia! sería lo más divertido en la pantalla grande este verano y varios veranos del futuro.
Richard Mowe de Box Office Magazine declaró que la película es genial, en el mismo altar que Across the Universe y Moulin Rouge, y le dio cuatro de cinco estrellas.
Prairie Miller, crítico para la revista estadounidense NewsBlaze, escribió que las actuaciones son geniales y no sería una sorpresa que Meryl Streep fuera nominada por 15.ª vez al Óscar.
En Yahoo! Summer Movie Guide la película apartó a WALL·E de la posición n.º 1 durante la semana del 10 de mayo.
Mamma Mia! se convirtió en la quinta película de 2008 en alcanzar la posición #1, sólo tras The Dark Knight, Iron Man, Indiana Jones y el reino de la calavera de cristal y WALL·E.

### Recaudación
La película fue lanzada en Grecia el 3 de julio, y en su semana de estreno recaudó 1.602.646 dólares, logrando la posición número 1 en dicho país.
En Egipto también logró posicionarse en la cima de la taquilla egipcia.
En el Reino Unido también abrió en la posición número uno y se mantuvo en esa posición por dos semanas.
Mamma Mia! ha sido número uno en más de 12 países y mundialmente ha recaudado más de 609.841.637 dólares, de los cuales 144.130.063 dólares fueron en Estados Unidos y 465,711,574 dólares en el resto del mundo.
Hasta la fecha es uno de los musicales que más dinero ha recaudado en la historia del cine.

### Premios
Mamma Mia! fue nominada para dos premios Adapt Awards 2008: 1st semester en la categoría de "mejor película" junto a Illuminati, The Dark Knight y La momia: la tumba del emperador Dragón, pero perdió quedando en segundo lugar ya que el premio fue dado a The Dark Knight.
También fue nominada a mejor película romántica la cual ganó quitándole el premio a Step Up 2: The Streets, 27 Dresses y Chapter 27.

## Música

### Interpretaciones
| Interpretaciones en Mamma Mia! |                                              |                           |
| 1                              | I Have A Dream                               | Sophie                    |
| 2                              | Honey, Honey                                 | Sophie, Ali y Lisa        |
| 3                              | Money, Money, Money                          | Donna Rosie y Tanya       |
| 4                              | Mamma Mia                                    | Donna                     |
| 5                              | Chiquitita                                   | Tanya y Rosie             |
| 6                              | Dancing Queen                                | Donna, Tanya y Rosie      |
| 7                              | Our Last Summer                              | Sophie, Sam, Harry y Bill |
| 8                              | Lay All Your Love On Me                      | Sky y Sophie              |
| 9                              | Super-Trouper                                | Donna, Tanya y Rosie      |
| 10                             | Gimme! Gimme! Gimme! (A Man After Midnight)" | Todos                     |
| 11                             | The Name Of The Game                         | Sophie                    |
| 12                             | Voulez Vous                                  | Todos                     |
| 13                             | S.O.S.                                       | Sam y Donna               |
| 14                             | Does Your Mother Know?                       | Tanya y Pepper            |
| 15                             | Slipping Through My Fingers                  | Donna y Sophie            |
| 16                             | The Winner Takes It All                      | Donna                     |
| 17                             | I Do, I Do, I Do, I Do, I Do                 | Sam, Donna y las mujeres  |
| 18                             | When All Is Said And Done                    | Sam, Donna y los demás    |
| 19                             | Take A Chance On Me                          | Rosie, Bill y Harry       |
| 20                             | Mamma Mia                                    | Todos                     |
| 21                             | I Have a Dream                               | Sophie                    |
| 22                             | Dancing Queen                                | Donna, Tanya y Rosie      |
| 23                             | Waterloo                                     | Todos                     |
| 24                             | Thank You For The Music                      | Sophie y las mujeres      |

## Premios

### Globos de Oro
| Año  | Categoría                                            | Película                                             | Resultado |
| ---- | ---------------------------------------------------- | ---------------------------------------------------- | --------- |
| 2008 | Globo de Oro a la mejor película - Comedia o musical | Globo de Oro a la mejor película - Comedia o musical | Candidata |
| 2008 | Globo de Oro a la mejor actriz - Comedia o musical   | Meryl Streep                                         | Candidata |

## Secuela
En un anuncio inesperado, Universal Pictures confirmó la secuela de su exitosa Mamma Mia! que se estrenó el 20 de julio de 2018, dos días después de que la original cumpliera diez años desde su estreno en las salas de todo el mundo.
Titulada Mamma Mia! Here We Go Again, esta segunda parte cuenta con los miembros del reparto original que incluía una lista de estrellas de la talla de Meryl Streep, Pierce Brosnan, Colin Firth, Amanda Seyfried y Stellan Skarsgård. Además, desde el estudio prometieron sumar nuevas caras a la historia.
La primera película la dirigió Phyllida Lloyd, quien había liderado también la versión original en teatro estrenada años antes con éxito en el West End de Londres y en Broadway. Pero en esta ocasión, Universal le cedió el timón a Ol Parker, cuyo trabajo tras las cámaras en El exótico Hotel Marigold trajo buenos resultados de taquilla.
Universal situó la película en lo que se conoce en Hollywood como “fast track”, la vía rápida por la que un film se rueda y posproduce en un corto periodo de tiempo para satisfacer a la ‘demanda’. Cualquiera diría que diez años son mucho, pero a Mamma Mia! la avalan otros logros, incluido el legado de la discografía de ABBA cuyas canciones volverán a copar la secuela.
En el verano del 2008, la película protagonizada por Meryl Streep recaudó más de $600 millones en todo el mundo, una cifra escandalosa para un musical de $52 millones de presupuesto que, pese a unas críticas poco entusiastas, consiguió encadenar éxitos en muchos mercados internacionales diferentes y convertirse en un fenómeno de la venta en DVD.